# Осипов Євген Владиславович
Євген Владиславович Осипов (рос. Евгений Владиславович Осипов, нар. 29 жовтня 1986, Темрюк, СРСР) — російський футболіст, захисник клубу «Уфа».

## Життєпис
Свою кар'єру розпочав у складі команди «ФК Кубань Усть-Лабінськ», яка виступала в чемпірнаті Краснодарського краю. З 2015-о року є гравцем клубу «ФК Уфа».   